# パークマンサー
パークマンサー（本名：三箇 一稔〈さんが かずとし〉、1978年〈昭和53年〉5月1日 - ）は、日本の俳優、歌手、振付師、お笑いタレント、農家。富山県射水市（旧：新湊市）出身。

## 人物
- 富山県立高岡南高等学校を経て、駒澤大学卒業[3][6]。身長171cm、体重65kg、血液型A型。
- TBS系列で放送されたバラエティ番組『学校へ行こう!』の「B-RAP HIGH SCHOOL」において、KOIKEこと鋤柄茉美とのユニット軟式globeでマーク・パンサーを模した「パーク・マンサー」として活躍した[3][4][6][9]。パーク・マンサーは5歳まで馬に育てられたという設定である[9]。
- 軟式globe解散後、「ダンシング刑事」という芸名でしばらく活動していた。その後、本名の「三箇一稔」→「サンガ」と芸名を改め、再び日の目を見るために俳優活動に専念している（本人談）。2013年5月に、「サンガ」から「パークサンガー」に改名[要出典]。2013年9月、8度目の改名で「三代目パークマンサー」へ改名。現在は「三代目」を取り除いた「パークマンサー」の芸名で活動している[4][6][8][9]。
- デビュー当時はLDHに所属しており[9]、テレビドラマ、舞台、映画に出演するなど俳優活動を中心としていた。
- その後2017年頃より関東地方で農業を始め、2020年3月に富山に帰郷後は農業活動を本格化させ、現在は農業に従事するかたわら芸能活動を続けている[3][4][6][7][9]。
- AHO合同会社（東京都渋谷区渋谷、法人番号：6011003006705、）の社長を務める。
- 2021年に富山市がブランド化を進めている富山えごまのPR大使「えごま伝道師」に任命、翌年も続投し活動している[4][7][10][11]。

## 出演

### テレビドラマ
- 5キャラットの恐怖（2000年、TBS）
- ドラマDモード 君を見上げて（2002年、NHK）
- TRICK3 第2話（2003年、テレビ朝日） - 神ヶ内村役場 文化振興課長 役
- ラブ・ジャッジ（2003年、TBS）
- 下北サンデーズ（2006年、テレビ朝日）
- 2ndハウス（2006年、テレビ東京）
- ゴーストフレンズ（2009年、NHK）
- LIAR GAME season2（2009年、フジテレビ）
- 水曜ミステリー9 監察医 篠宮葉月 新・死体は語る（2011年、テレビ東京）
- 早海さんと呼ばれる日（2012年、フジテレビ）
- RUN60（2012年、毎日放送）
- リッチマン、プアウーマン（2012年、フジテレビ） - NEXT INNOVATION社員（デザイナー） 役
- SUMMER NUDE（2013年、フジテレビ） - 朝日の隣人 役
- よろず占い処 陰陽屋へようこそ（2013年、フジテレビ） - 劇中歌振付
- 失恋ショコラティエ（2014年、フジテレビ） - エレナのマネージャー 役
- 魔法★男子チェリーズ 第1話（2014年、テレビ東京） - メインゲスト

### テレビアニメ
- ねこねこ日本史（2016年 - 2020年、NHK Eテレ） - 片倉小十郎 役
- ぐらんぶる（2018年、TBS） - 警察 役

### テレビ番組
- エブナイSATURDAY（2002年、フジテレビ）[9]
- 学校へ行こう!（TBS）[4][6][8][9][12]
  - 学校へ行こう!2015（2015年、TBS）
  - 学校へ行こう!2021（2021年、TBS）[12]
    - 番組放送中には、ニコニコ生放送の実況企画においてパークと『学校へ行こう!』の「ヴォイス系声優部」に出演した星野貴紀とともに出演している[12]。
- ザ!世界仰天ニュース 再現ドラマ「〜落ちた偶像 光クラブ事件」（2006年6月28日、日本テレビ）
- PON!（2016年、日本テレビ）
- テストの花道（2016年、NHK Eテレ） - マーク・パンサーと共演
- オードリーさん、ぜひ会ってほしい人がいるんです。ご当地タレントSP（2024年8月5日、12日、中京テレビ）

### ラジオ番組
- パークマンサーのAHOラジ（2025年 - 、KNBラジオ）

### ウェブドラマ
- ハナビ：HANAtypeB（2018年、PlayStation VR）[13]

### 映画
- 渋谷区円山町（2006年）
- キトキト! (2007年）
- パッチギ! LOVE&PEACE（2007年）
- Wiz/Out（2007年）
- カイジ2〜人生奪回ゲーム〜（2011年）
- 7s（2015年）

### 舞台
- 3-POINT「ダンシング刑事」（2002年、北沢タウンホール） - 主演
- 方南ぐみ
  - 「第十七ホモ収容所」（2005年、駅前劇場）
  - 「男たちよ懺悔しなさい!〜ぐち〜」（2006年、恵比寿エコー劇場）
  - 「あたっくNO.1」（2007年、広島：呉市民会館 / 新大阪：KOKO PLAZA / 東京：シアターグリーン）
- 演会「同じ窓から見た12人」（2006年、神楽坂セッションハウス） - 主演
- Kido8
  - 「Hard Luck CAFE」（2007年、ウッディーシアター中目黒） - 準主演
  - 「走れ!新九朗」（2007年、シアターグリーン）
- あんぽんたん組合「あんぽんたん〜唱和激情篇〜ザギンの野暮天」（2007年、赤坂レッドシアター）
- 劇団バスガスガスガス「前田」（2008年、赤坂レッドシアター）
- ASSH「GET MY SOUL」（2008年、萬劇場） - 準主演
- ボーントゥランプロデュース「BURLESQUE HOTEL」（2009年、しもきた空間リバティ）
- Grow Entertainment presents「かみひとえ」（2009年、萬劇場）
- 天障院篤姫（2010年、明治座）
- GO-SUNS
  - 「ピストル」（2010年、銀座みゆき館劇場）
  - 「HELLO WORK」（2011年、ワーサルシアター八幡山）

### PV
- GLAY×EXILE「SCREAM」
- EXILE「song for you」[9]
- EXILE「ki・zu・na」
- livetune adding 鬼龍院翔（from ゴールデンボンバー）「大好きなヒトだカラ」
- アップアップガールズ（仮）「パーリーピーポーエイリアン」[14]
- まねきねこ from OS☆U「アモーレ アモーレ!!!～ヒトナツコイ～ feat. 三代目パークマンサー」[1]
- READY TO KISS「伊達だって」[15]

### CM
- サントリーフーズ「クラフト ボス」（2022年4月）
- 日本コカ・コーラ「い・ろ・は・す」『未来の誰かにバトンをつなごう』・富山篇（2024年2月）
- 日本マクドナルド「マックでコーヒー飲んでこ」キャンペーン（2025年2月） ※Web[16]